# Coborfalva
Koordináták: é. sz. 48° 47′ 06″, k. h. 17° 13′ 10″48.785000°N 17.219444°E
Coborfalva (1888-ig Mocsidlán, szlovákul Močidľany) Szentistváncoborfalva településrésze  Szlovákiában, a Nagyszombati kerületben, a Szakolcai járásban.

## Fekvése
Szakolcától 10 km-re délre fekszik.

## Története
Vályi András szerint "MOCSIDLAN. Tót falu Nyitra Várm. földes Ura a’ F. Király, lakosai katolikusok, fekszik Holicshoz nem meszsze, és annak filiája, határja ollyan mint Vidováné."
Fényes Elek szerint "Mocsidlán, tót falu, Nyitra vmegyében. Ut. p. Holics mellett; 481 kath., 18 zsidó. F. u. ő cs. kir. felsége.
" 
A trianoni békeszerződésig Nyitra vármegye Szakolcai járásához tartozott.

## Népessége
1910-ben 460, túlnyomórészt szlovák lakosa volt.
2001-ben Szentistváncoborfalvának 843 lakosából 834 szlovák volt.